# Hochgerichtsbezirk
Ein Hochgerichtsbezirk bzw. Hochgerichtssprengel, Cent-, Zent- oder Fraischbezirk war eine mittelalterliche und frühneuzeitliche Gebietseinheit im Heiligen Römischen Reich (HRR) als Gerichtsbezirk eines Hochgerichtsamtes.

## Definition
Bei Hochgerichtsbezirken handelte es sich um räumlich geschlossene Territorien, deren Grenzen fest umrissen waren. Im Rechtssystem des HRR spielten Hochgerichtsbezirke deshalb eine wichtige Rolle, weil die Hochgerichtsbarkeit und der Wildbann die einzigen flächenbezogenen Herrschaftsrechte waren. Bis zum Ende des Spätmittelalters bildeten die Hochgerichtsbezirke der Cent- und Fraischämter daher auch die territorialen Wirkungskreise der Landesherrschaft. Als die Landesherrschaft ab dem Ende des 15. Jahrhunderts allmählich von der auf der Vogteilichen Obrigkeit beruhenden Landeshoheit ersetzt wurde, wurden sie in dieser Rolle von den sich aus oftmals verstreuten Einzelbesitzungen bestehenden Vogteibezirken der Vogteiämter abgelöst.